# Herman Bergne

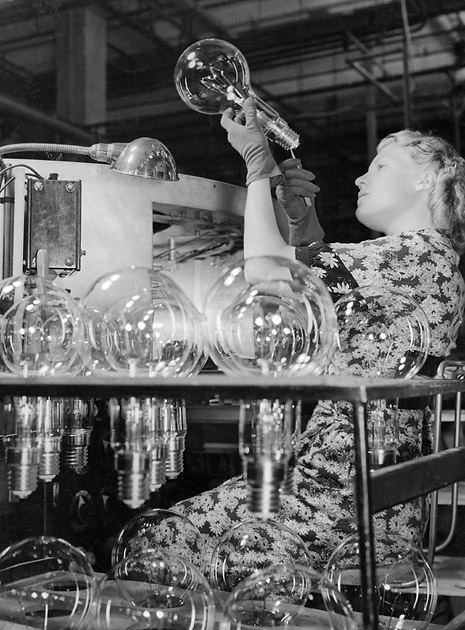
Výroba žárovek, Lumafabriken Stockholm, 1947

Herman Bergne (16. října 1899, Östersund – 15. prosince 1982, Stockholm) byl švédský fotograf. Stal se známým jako portrétní a reklamní fotograf se studiem ve Stockholmu.

## Životopis
Bergne založil ateliér v roce 1927 ve Stockholmu a již v roce 1928 přišly velké reklamní úkoly. Podnikání šlo dobře a v roce 1931 přesunul své podnikání do nových prostor na adrese Hästskopalatset v Hamngatanu (Hamngatsbacken). Měl tam tři studia s úkoly pro reklamu a portréty, mezi klienty byla také královská rodina. Bergne působil jak ve Švédské reklamní asociaci, tak ve Švédské asociaci fotografů, a nakonec se stal mluvčím reklamních fotografů. Vyzařoval důvěru a ztělesňoval módního a reklamního fotografa budoucnosti. Začal brzy pracovat s barvami a v roce 1937 založil první švédskou barevnou laboratoř. Od roku 1940 je fotografem královského dvora.
Ve 40. letech 20. století Bergne spolu se svými kolegy z ateliéru povzbudili inženýra Szilárda Szabada, aby navrhl a vyrobil mobilnější studiový fotoaparát; výsledkem byl fotoaparát Szabad, který se stal oblíbeným fotoaparátem pro nespočet studiových fotografů. V roce 1953 se Bergne stal partnerem v Ateliéru Jaeger a v roce 1970 byl kvůli nemoci nucen své studio prodat. Bergne je zastoupen v Muzeu moderny a v Národním muzeu ve Stockholmu.